# Ali Szah Durrani
Ali Szah Durrani (ur. ok. 1777, zm. 1819), przed przejęciem władzy Sultan Ali Shah – władca Imperium Durrani. Został obalony przez swego brata Ajuba Szaha. Rządził Imperium Durrani (utożsamianym z Afganistanem) w latach 1818–1819 po przejęciu władzy z rąk swego brata, Mahmuda Szaha Durrani.

## Rodzina
Syn Timura Szaha i nieznanej z nazwiska Zuhry. Przyrodni brat Mahmuda Szaha Durrani, Zamana Szaha Durrani i Szudżego Szaha Durrani.